# Ізабель Стоун
Ізабель Стоун (англ. Isabelle Stone; 18 жовтня 1868, Чикаго, Іллінойс, США — 1966, Норт-Маямі, Маямі-Дейд, Флорида, США) — американська вчена-фізик і педагог. Перша жінка, що здобула в США докторський ступінь з фізики.

## Життєпис
Ізабель Стоун народилася в Чикаго в родині шкільних учителів. Її батько був активним членом баптистської церкви і редактором газети Chicago Times, а мати — одним з лідером Асоціації молодих християнок. 1890 року Стоун здобула ступінь бакалавра з музики в коледжі Веллслі, а 1896 року — ступінь магістра в Чиказькому університеті. Наступного року вона успішно захистила докторську дисертацію, ставши першою американкою — доктором наук з фізики. У роботі, виконаній під керівництвом Альберта Майкельсона, вона визначала зміну питомої електропровідності тонких металевих плівок у залежності від їх віку й умов навколишнього середовища (вологості, температури) і показала, що електричний опір плівок швидко спадає з часом, так що реально спостережувана величина виявляється значно меншою від розрахункової.
ВІд 1890 року Стоун, одночасно з навчанням, викладала астрономію, алгебру, геометрію і гімнастику в культурному центрі для іммігрантів, а в 1897—1898 роках навчала дівчаток у підготовчій школі Брін-Мар (англ. Bryn Mawr Preparatory School) у Балтиморі. Протягом 1898—1906 років вона працювала викладачкою (англ. instructor) фізичного факультету Вассарського коледжу (Покіпсі, штат Нью-Йорк). Паралельно вона вела наукові дослідження в Колумбійському університеті, вивчаючи властивості тонких плівок у вакуумі і кольори платинових плівок. 30 травня 1899 року Стоун увійшла до числа 36 учасників установчих зборів Американського фізичного товариства, причому з жінок участь у заході взяли лише вона і Марсія Кіт. 1900 року вона стала також однією з двох жінок (другою була Марія Кюрі), які відвідали перший Міжнародний фізичний конгрес у Парижі.
1907 року Стоун разом зі своєю сестрою Гарієт організувала в Римі приватну школу для дівчаток (англ. The Misses Stone’s School for Girls) — одну з небагатьох на той час міжнародних шкіл такого типу, які забезпечували вивчення не тільки мови, але й історії та літератури Італії і Франції, історії мистецтва, музики. Школа припинила існування лише з початком Першої світової війни, коли сестри Стоун мусили повернутися на батьківщину. Протягом 1916—1923 років Ізабель Стоун керувала фізичним факультетом жіночого коледжу Світ-Браяр (Вірджинія), після чого знову об'єдналася з сестрою і відкрила школу для дівчаток — на цей раз у Вашингтоні. Однак Велика депресія 1929 року знову змусила їх закритися. Протягом ряду років вони з сестрою давали приватні уроки в Понсе (Пуерто-Рико).
Стоун, ніколи не виходила заміж і не мала дітей, померла в Норт-Маямі (Флорида) 1966 року.

## Публікації
- Stone I. On the Electrical Resistance of Thin Films: Ph.D. Thesis. — University of Chicago, 1897.
- Stone I. On the Electrical Resistance of Thin Films // Physical Review. — 1898. — Т. 6 (25 березня). — С. 1-16. — DOI:10.1103/PhysRevSeriesI.6.1.
- Stone I. Color in Platinum Films // Physical Review. — 1905. — Т. 21 (25 березня). — С. 27-40. — DOI:10.1103/PhysRevSeriesI.21.27.